# Белолобая щурка
Белоло́бая щу́рка (лат. Merops bullockoides) — вид птиц семейства щурковых (Meropidae).

## Описание

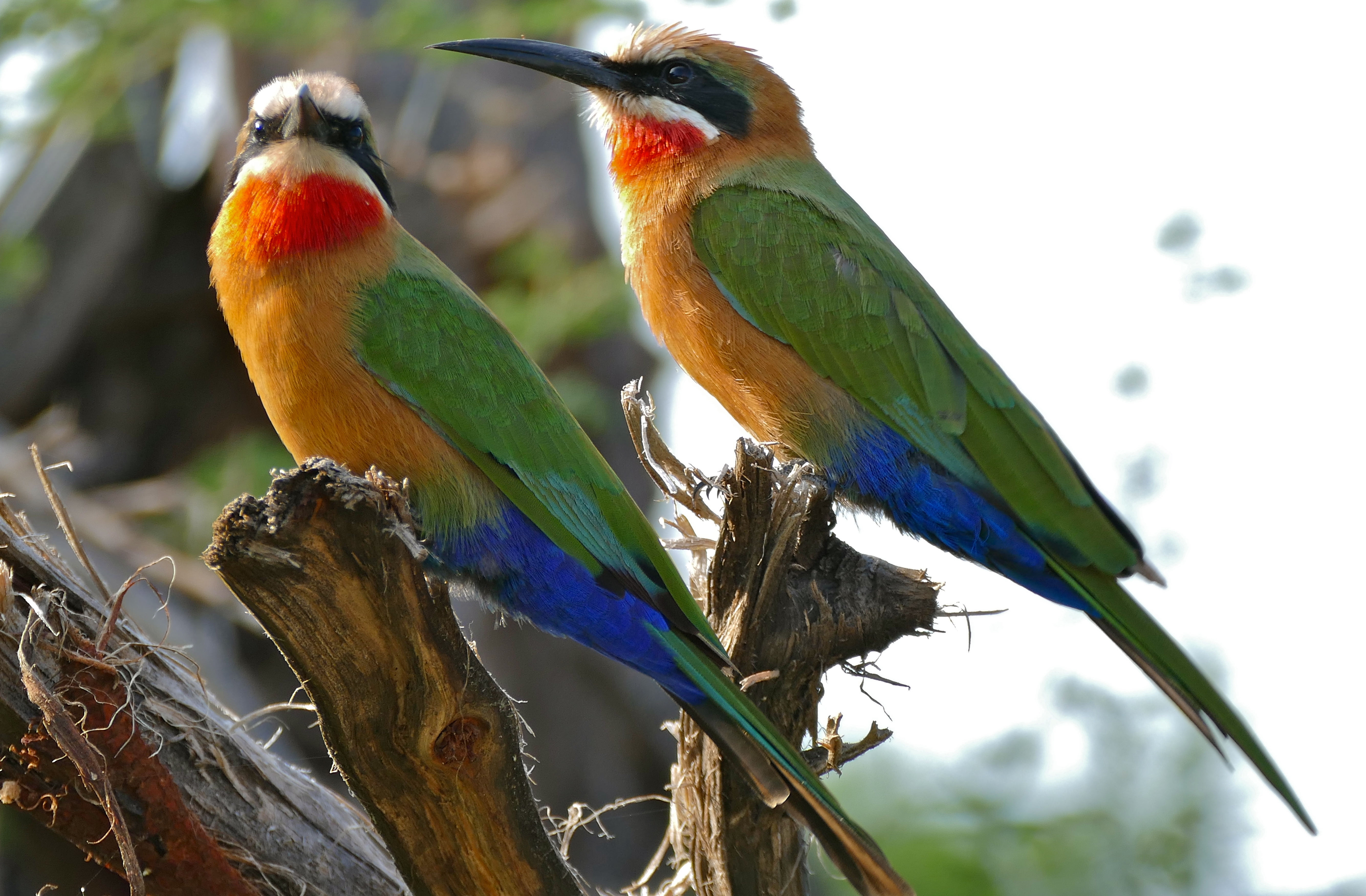
Пара белолобых щурок

### Внешний вид
Подобно другим щуркам, обладает яркой окраской, а на голове есть чёрная маска, позволяющая легко идентифицировать птицу именно как представителя рода щурок. Лоб птицы белый, как и подбородок и полоса ниже чёрной маски. Горло ярко-красное. Затылок, зашеек и грудь окрашены в оливковый цвет. Крылья и хвост ярко-зелёные. Подхвостье синее.
Клюв птицы длинный и мощный, что в сочетании с острым зрением позволяет птице выслеживать и ловить разнообразных насекомых, в том числе и хорошо маскирующихся, и опасных, которые могут ужалить. Крылья более закруглённые, по сравнению с большинством других щурок. Хвост длинный и прямой. Размеры тела средние среди представителей рода: длина туловища составляет около 23 см, масса тела — около 28-38 г.

### Голос
Различные чирикающие звуки, писк и звуки, похожие на кваканье лягушки. Наиболее характерные звуки передаются как «нюа» и «гаю».

## Ареал
Встречается в саваннах к югу от Экваториальной Африки, часто вблизи оврагов.

## Поведение

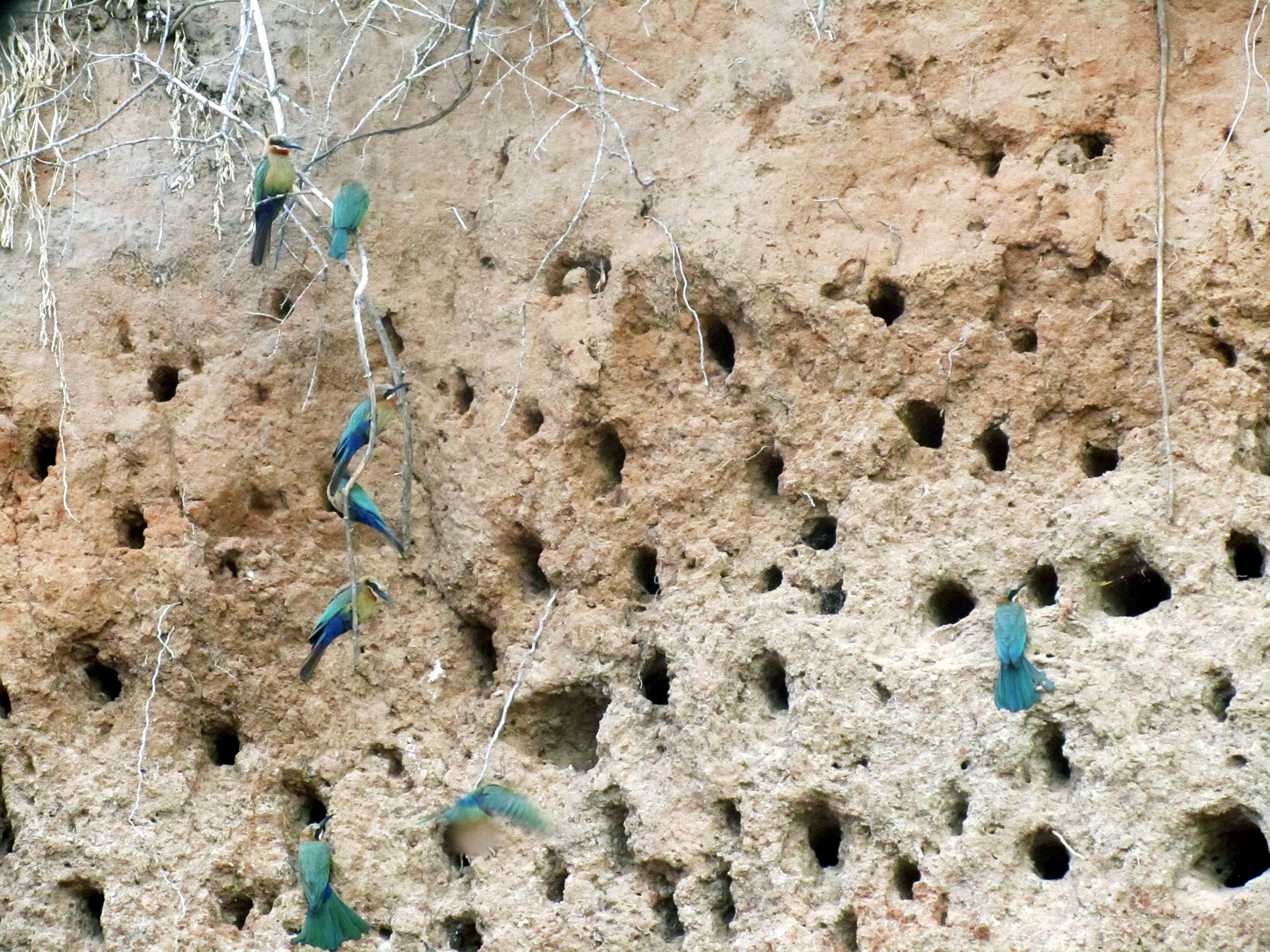
Гнёзда белолобых щурок

Гнездится колониями до 225 пар. Пары птиц роют норы в мягкой почве на наклонных поверхностях поблизости друг от друга. У этой птицы одна из самых сложных социальных организаций, обнаруженных у птиц.
Колонии образуют семейные группы с перекрывающимися поколениями. Размножающимся парам оказывают помощь птицы-помощники. Как правило, около 50 % молодых птиц становятся помощниками. Чем меньше пищи, тем большее количество молодых птиц (до дюжины) более сильные самцы заставляют добывать корм для своих птенцов.
Питаются различными летающими насекомыми, в основном пчёлами.